# Atli (Vorname)
Atli ist ein isländischer und färöischer männlicher Vorname.

## Herkunft und Bedeutung
Atli ist ursprünglich eine altnordische Variante des Namens Attila. In Island gehörte Atli im Jahr 2011 zu den 50 häufigsten Namen.
Daneben ist Atli auch einer der Beinamen Thors.

## Namensträger
- Atli Pætursson Dam (1932–2005), färöischer Politiker (Javnaðarflokkurin)
- Atli Danielsen (* 1983), färöischer Fußballspieler
- Atli Eðvaldsson (1957–2019), isländischer Fußballspieler und Fußballtrainer
- Atli Gíslason (* 1947), isländischer Politiker
- Atli Heimir Sveinsson (1938–2019), isländischer Komponist und Dirigent
- Atli Örvarsson (* 1970), isländischer Filmkomponist